# Beşiktaş JK
Beşiktaş JK (fullständigt Beşiktaş Jimnastik Kulübü) är en idrottsklubb i Istanbul i Turkiet. Klubben grundades i mars 1903, och dess förste ordförande var Mehmet Şamil Bey.
Klubben har i dag många verksamhetsgrenar, varav flera har representationslag på nationell eller internationell elitnivå:
| - Fotboll - Basket - Rullstolsbasket | - Volleyboll - Handboll - Friidrott | - Boxning - Bridge - Brottning | - Rodd - Gymnastik - Bordtennis | - Motorsport - Schack - League of Legends |

Beşiktaş första seger i ett fotbollsmästerskap togs 1919 (Istanbul Türk Idman Birliği League). 1919 lyckades Beşiktaş ta sig upp till Türkcell Süper Lig, där de ännu spelar idag.

## İnönü Stadyumu (İnönü-arenan) och Vodafone Arena[1]
İnönü Stadyumu var lagets första hemmaarena. Den ritades av arkitekterna Vietti Violi, Şinasi Şahingiray och Fazıl Aysu, och byggdes av regionalledarna i Beşiktaş och Istanbul.
År 1947 öppnades arenan. Första matchen spelades 23 november 1947 mot AIK, och Beşiktaş vann med 3-2, första målet gjordes av Süleyman Seba. Den revs år 2013, och samma år började man bygga en ny arena där den gamla stod. 
Beşiktaş hemmaarena heter numera Vodafone Arena och ligger i den europeiska delen av Istanbul, precis på samma plats där İnönü Stadyumu tidigare låg. Vodafone Arena är den enda fotbollsstadion där man kan se två kontinenter samtidigt (Asien och Europa). Arenan rymmer ungefär 42 000 platser. Första matchen spelades den 11 april 2016.

## Legenden om den Svarta Örnen[2]
Beşiktaş var år 1940 inne i en bra period då de vann flera matcher. Fem veckor innan vinteruppehållet, 19 januari 1941, spelade Beşiktaş en match. I andra halvlek gör de en massa mål, och det sägs att det hördes en röst från läktaren som ropade: "Kom igen, svarta örnar!" och till slut ropade hela arenan samma sak. Efter att de vann matchen med 6-0 blev den svarta örnen en symbol för Beşiktaş.

## Färger och klubbmärke[3]

Så här ser klubbmärket ut idag.

Det finns myter som säger att Beşiktaş färger var vitt och rött, men att de bytte till svart och vitt efter att de förlorade Balkankriget. Dokumentärfilmen som klubben gjorde när de firade 100-årsjubileum undersökte myten närmare, och kom fram till att de aldrig hade använt färgen röd: tröjorna hade alltid varit svarta och vita. 
Beşiktaş första ordförande, Mehmet Samil Bey, gick på en fransk skola i Beşiktaş. När han skulle ta fram ett märke för klubben kallade han till ett möte där han visade upp en brosch som han hade haft i sin gamla skola och sa "Vi måste ha en sån här brosch, och vi måste säga till alla medlemmar i klubben att de måste använda den." Han möttes av positiva svar, och i slutet av mötet bestämde man vilka färger den skulle ha, svart och vit.

## Sektioner

### Fotboll

#### Meriter
- Süper Lig:
  - Vinst (16): *1956–1957, *1957–1958, 1959–1960, 1965–1966, 1966–1967, 1981–1982, 1985–1986, 1989–1990, 1990–1991, 1991–1992, 1994–1995, 2002–2003, 2008–2009, 2015–2016, 2016–2017, 2020–2021
- Turkiska Cupen:
  - Vinst (10): 1975, 1989, 1990, 1994, 1998, 2006, 2007, 2009, 2011, 2021
- Turkiska Supercupen:
  - Vinst (8): 1967, 1974, 1986, 1989, 1992, 1994, 1998, 2006
- Champions League:
  - Kvartsfinal (1): 1987
- Uefacupen/Europa League:
  - Kvartsfinal (2): 2003, 2017

#### Nuvarande trupp
| 30 | Turkiet | Ersin Destanoğlu | 1 januari 2001   | Beşiktaş                  |
| 34 | Turkiet | Mert Günok       | 1 mars 1989      | İstanbul Başakşehir (-21) |
| 94 | Turkiet | Göktuğ Baytekin  | 20 november 2004 | Beşiktaş                  |
| 96 | Turkiet | Emir Yaşar       | 16 januari 2006  | Beşiktaş                  |

| 2  | Norge          | Jonas Svensson     | 6 mars 1993      | Adana Demirspor (-24) |
| 3  | Brasilien      | Gabriel Paulista   | 26 november 1990 | Atlético Madrid (-24) |
| 4  | Turkiet        | Onur Bulut         | 16 april 1994    | Kayserispor (-23)     |
| 5  | Turkiet        | Tayyip Talha Sanuç | 17 december 1999 | Adana Demirspor (-22) |
| 14 | Tyskland       | Felix Uduokhai     | 9 september 1997 | Augsburg (lån)        |
| 26 | Kongo-Kinshasa | Arthur Masuaku     | 7 november 1993  | West Ham (-23)        |
| 44 | Turkiet        | Fahri Ay           | 1 januari 2005   | Beşiktaş              |
| 53 | Turkiet        | Emirhan Topçu      | 11 oktober 2000  | Çaykur Rizespor (-24) |
| 79 | Turkiet        | Emrecan Terzi      | 5 januari 2004   | Beşiktaş              |
| 93 | Turkiet        | Arda Özüarap       | 9 juni 2005      | Beşiktaş              |

| 6  | Libyen    | Al-Musrati              | 6 april 1996    | Braga (-24)               |
| 7  | Kosovo    | Milot Rashica           | 28 juni 1996    | Norwich City (-23)        |
| 8  | Turkiet   | Salih Uçan              | 6 januari 1994  | Alanyaspor (-21)          |
| 15 | England   | Alex Oxlade-Chamberlain | 15 augusti 1993 | Liverpool (-23)           |
| 18 | Portugal  | João Mário              | 19 januari 1993 | Benfica (lån)             |
| 20 | Turkiet   | Necip Uysal             | 24 januari 1991 | Beşiktaş                  |
| 22 | Kazakstan | Bakhtiyar Zaynutdinov   | 2 april 1998    | CSKA Moskva (-23)         |
| 23 | Albanien  | Ernest Muçi             | 19 mars 2001    | Legia Warszawa (-24)      |
| 71 | Kamerun   | Jean Onana              | 8 januari 2000  | Lens (-23)                |
| 73 | Italien   | Cher Ndour              | 27 juli 2004    | Paris Saint-Germain (lån) |
| 83 | Portugal  | Gedson Fernandes        | 9 januari 1999  | Benfica (-22)             |

| 9  | Turkiet   | Semih Kılıçsoy          | 15 augusti 2005  | Beşiktaş               |
| 17 | Italien   | Ciro Immobile           | 20 februari 1990 | Lazio (-24)            |
| 19 | Turkiet   | Yakup Arda Kılıç        | 4 januari 2005   | Beşiktaş               |
| 27 | Portugal  | Rafa Silva              | 17 maj 1993      | Benfica (-24)          |
| 77 | Österrike | Can Keleş               | 2 september 2001 | Fatih Karagümrük (-24) |
| 91 | Turkiet   | Mustafa Erhan Hekimoğlu | 22 april 2007    | Beşiktaş               |

#### Kända spelare
| - Ricardo Quaresma - Simão Sabrosa - Hugo Almeida - Matias Delgado - Ailton - Ronaldo Guiaro - José Kleberson - Ricardinho - Antonio Carlos Zago - Jordan Letjkov - Zlatko Jankov - Óscar Córdoba - Ahmed Hassan - Les Ferdinand | - Alan Walsh - Pascal Nouma - Raimond Aumann - Stefan Kuntz - Eyjólfur Sverrisson - Federico Giunti - Jamal Sellami - Daniel Amokachi - John Carew - Ronny Johnsen - Kaan Dobra - Miroslav Karhan - Erkan Zengin - Adrian Ilie - Daniel Pancu | - Guti - Hakkı Yeten - Süleyman Seba - Rıza Çalımbay - Nihat Kahveci - Ilhan Mansiz - Mehmet Özdilek - Sergen Yalçın - İbrahim Toraman - Recep Cetin - Metin Tekin - Suhar Ιbliçan - Barığhe Kaÿelmantal |

#### Huvudtränare
| - 1911–1925 Şeref Bey - 1925–1935 Imre Zinger - 1935–1944 Refik Osman Top - 1944–1946 Charles Howard - 1946–1948 Refik Osman Top - 1948–1949 Giuseppe Meazza - 1949 Hakkı Yeten - 1949–1950 Eric Keen - 1950–1951 Hakkı Yeten - 1951–1952 Alfred Cable - 1952–1953 Sadri Usuoğlu - 1953–1954 Sandro Puppo - 1955–1956 Cihat Arman - 1957 Eşref Bilgiç - 1956–1957 Jozef Meszaros - 1957–1958 Leandro Remondini - 1958–1959 Hüseyin Saygun - 1959–1960 Andras Kutik - 1960–1961 Sandro Puppo - 1961 Şeref Görkey - 1961–1962 Andras Kutik - 1962–1963 Ljubisa Spayić - 1963–1964 Ernst Melchior - 1964–1967 Ljubisa Spayić | - 1967–1968 Jane Janevski - 1968–1969 Krum Milev - 1969–1970 Milovan Čirić - 1970–1971 Dumitru Teoderescu - 1971–1972 Gündüz Kılıç - 1972–1973 Abdullah Gegiç - 1973–1974 Metin Türel - 1974–1975 Horst Buhtz - 1975–1976 Gündüz Tekin Onay - 1977 İsmet Arıkan - 1977–1978 Miloš Milutunović - 1978–1979 Doğan Andaç - 1979–1980 Serpil Hamdi Tüzün - 1980–1981 Metin Türel - 1980–1983 Dorde Milić - 1983–1984 Ziya Taner - 1984–1986 Branko Stanković - 1986–1987 Miloš Milutinović - 1987–1993 Gordon Milne - 1993–1996 Christoph Daum - 1996–1997 Rasim Kara - 1997–1998 John Toshack - 1998 Fuat Yaman - 1998–1999 Karl-Heinz Feldkamp | - 1999–2000 Hans-Peter Briegel - 2000–2001 Nevio Scala - 2001–2002 Christoph Daum - 2002–2004 Mircea Lucescu - 2004–2005 Vicente del Bosque - 2005–2005 Rıza Çalımbay - 2005–2007 Jean Tigana - 2007–2008 Ertuğrul Sağlam - 2008–2010 Mustafa Denizli - 2010–2011 Bernd Schuster - 2011 Tayfur Havutçu - 2011–2012 Carlos Carvalhal - 2012 Tayfur Havutçu - 2012–2013 Samet Aybaba - 2013–2015 Slaven Bilić - 2015–2019 Şenol Güneş - 2019–2020 Abdullah Avcı - 2020–2021 Sergen Yalçın - 2021–2022 Önder Karaveli - 2022 Valérien Ismaël - 2022–2023 Şenol Güneş - 2023 Rıza Çalımbay - 2024 Fernando Santos - 2024– Giovanni van Bronckhorst |

### Handboll

#### Meriter[5][6]
- Turkiska mästare (15 gånger): 1981, 1982, 2005, 2007, 2009, 2010, 2011, 2012, 2013, 2014, 2015, 2016, 2017, 2018 och 2019
- Turkiska cupmästare (13 gånger):  1999, 2001, 2005, 2006, 2009, 2010, 2011, 2012, 2014, 2015, 2016, 2017 och 2018
- EHF Champions League: Gruppspel 2014/15
- EHF European League: Åttondelsfinal 1998/99, 2005/06 und 2011/12
- Europeiska cupvinnarcupen i handboll: Tredje omgången 1999/2000, 2001/02 und 2006/07
- EHF Challenge Cup: Semifinal 2008/09
- Euro-City-Cup: Tredje omgången 1994/95 och 1995/96

## Klubbordförande
| - M. Samil Osmanoglu (1903–1908) - Sükrü Pasa (1908–1911) - Fuat Pasa (1911–1918) - Fuat Balkan (1918–1923) - Salih Bey (1923–1924) - Ahmet Fetgeri Aseni (1924–1926) - Dr. Emin Sükru Kurt (1926–1932) - A. Ziya Karamürsel (1932–1935) - Fuat Balkan (1935–1937) - Recep Peker (1937–1938) - A. Ziya Karamürsel (1939–1940) - Yusuf Özay Erdem (1939–1940) - Yusuf Ziya Erdem (1940–1941) - A. Ziya Karamürsel (1941–1942) | - A. Ziya Kozanoglu (1942–1950) - Ekrem Amaç (1950–1951) - S. Fuat Keçeçi (1951–1955) - Tahir Sögütlü (1955–1956) - Danyal Akbel (1956–1957) - Nuri Togay (1957–1958) - Ferhat Nasir (1958–1959) - Nuri Togay (1959–1960) - Hakki Yeten (1960–1963) - Selahattin Akel (1963–1964) - Hakki Yeten (1964–1966) - Hasan Salman (1966–1967) - Talat Asal (1967–1969) - Rüstü Erkus – Nuri Togay (1969–1970) | - Agasi Sen (1970–1971) - Himmet Ünlü (1971–1972) - Sekip Okçuoglu (1972–1973) - Mehmet Üstünkaya (1973–1977) - Sevket Belgin (1977–1977) - Gazi Akinal (1977–1980) - Huseyin Cevahir – Alp Göksan (1980–1980) - Riza Kumruoglu (1980–1981) - Mehmet Üstünkaya (1981–1984) - Süleyman Seba (1984–2000) - Serdar Bilgili (2000–2004) - Yıldırım Demirören (2004–2012) - Fikret Orman (2012-2019) - Ahmet Nur Çebi (2019-) |